# Alpe Bettelmatt
L'Alpe Bettelmatt (Bettelmatt Alm in tedesco), è un alpeggio situato in Italia, in Piemonte, all'interno del territorio del comune di Formazza.

## Geografia
È l'ultimo grande alpe della val Formazza, salendo verso il Passo del Gries, al confine tra la Val d'Ossola e lo svizzero Vallese, lungo la via che per secoli ha unito l'Ossola e l'Oberland Bernese.

## Storia
Di proprietà dei signori de Rodis, che concessero in affitto le terre di quell'area alla popolazione dei walser proveniente dal vallese nel XIII secolo, a fine del 1200 passò per eredità a un ramo della famiglia trapiantato nel vallese a Guido III discendente di Guido I che aveva fondato la chiesetta di San Michele Formazza e che nel 1210 aveva ottenuto da Ottone IV di Brunswick l'investitura feudale dell'attuale territorio della Formazza. Negli anni la famiglia de Rodis sviluppò un grande interesse per i commerci attraverso i passi alpini, ragione per cui i pascoli di Bettelmatt non vennero ceduti ai Walser che avevano iniziato a colonizzare la zona dell'alta Formazza, ma rimasero di proprietà della famiglia de Rodis.
Alla fine del quattrocento, i diritti feudali dei de Rodis erano diventati solo una formalità e dopo vari tentativi di reggersi come terra indipendente, la Formazza passò sotto la signoria degli Sforza. Una pergamena del 1484 ci racconta che il territorio dove si trova l'Alpe Bettelmatt apparteneva allo Stato Vallese. 
L'Alpe Bettelmatt restò di proprietà di famiglie dello svizzero Vallese fino agli inizi del 1800.
Il 10 novembre del 1821, a Briga, il notaio Valentino Fest stipula la vendita dell'Alpe Bettelmatt ad Alessandro Anderlini di Formazza, sancendo senza saperlo, la cessione di un pezzo di Svizzera all'Italia. Oggi, l'Alpe Bettelmatt è ancora di proprietà dei discentendi di Alessandro Anderlini e Modesta Maria Valci di Formazza.

## Cultura
L'alpeggio è pascolo estivo per la produzione del formaggio Bettelmatt.

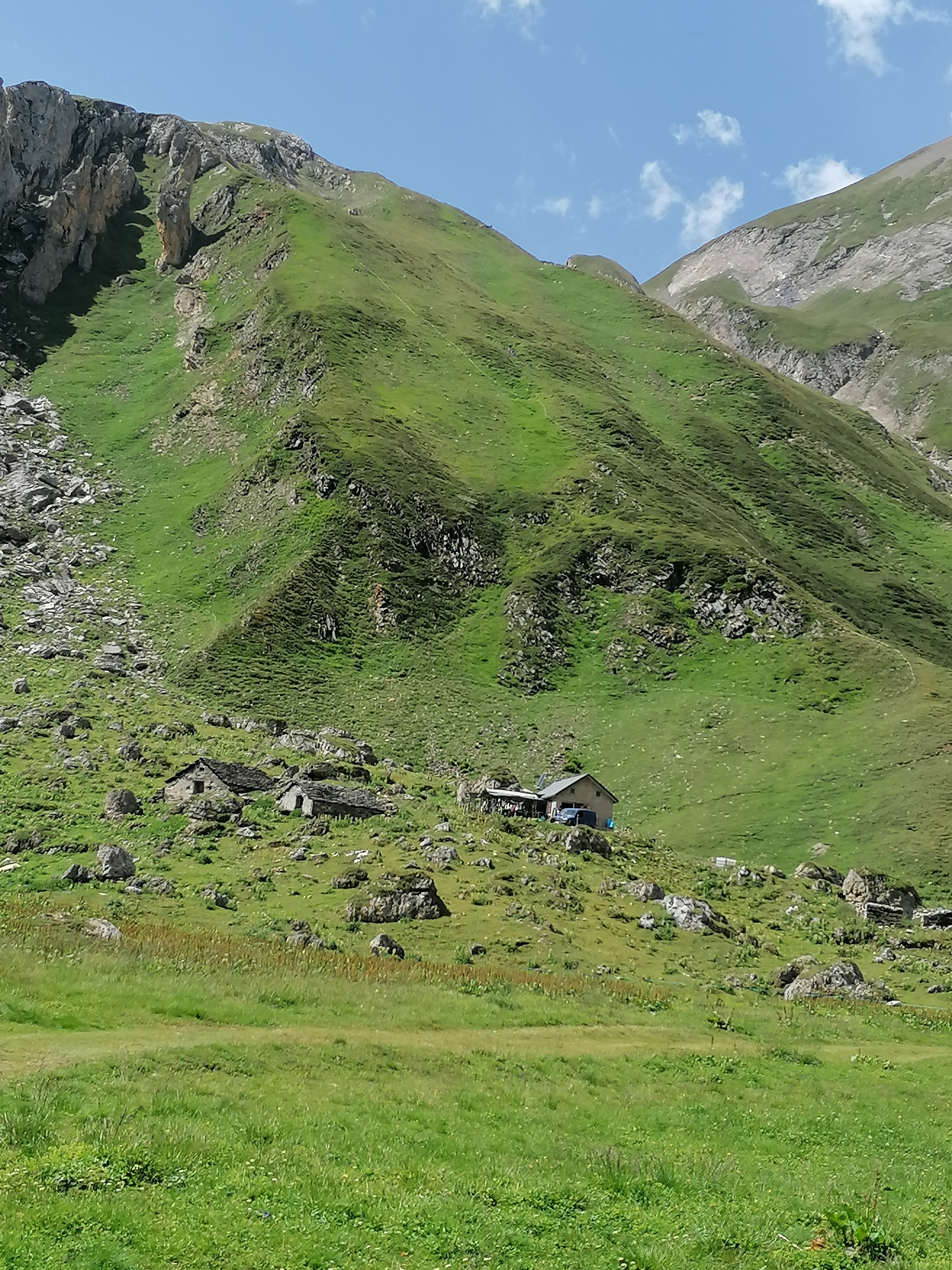
L'Alpe Bettelmatt come si presenta oggi.